# عروسک‌گردان

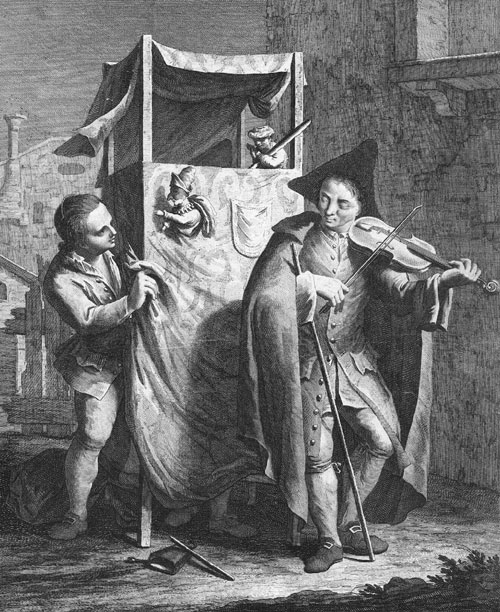
عروسک‌گردانی

عروسک‌گردان هنرمندی است که با حرکت دادن اشیای بی‌جان مانند عروسک، نمایش اجرا می‌کند. عروسک اغلب شبیه یک انسان، حیوان یا موجودی افسانه ای است. عروسک گردان ممکن است برای تماشاگران قابل مشاهده یا پنهان باشد. عروسک گردان می‌تواند به‌طور غیرمستقیم عروسک را با استفاده از نخ‌ها، میله‌ها، سیم‌ها، وسایل الکترونیکی یا مستقیماً با دستان خود که در داخل عروسک قرار می‌گیرد یا آن را از بیرون یا هر قسمت دیگری از بدن مانند پاها نگه دارد، اداره کند. برخی از سبک‌های عروسکی به دو یا چند عروسک گردان نیاز دارند که با هم کار کنند تا یک شخصیت عروسکی واحد خلق کنند.
نقش عروسک گردان در تعامل با شیء فیزیکی به گونه‌ای است که تماشاگران باور کنند که آن شیء زندگی یافته‌است. در برخی موارد، شخصیت عروسک گردان نیز یک ویژگی مهم است، مانند بازیگران عروسکی شکم‌گویی که عروسک گردان و عروسک انسانی مشابه در صحنه به‌صورت همزمان حضور دارند، و در نمایش‌های تئاتری مانند Avenue Q.
عروسک گردان ممکن است در نقش شخصیت عروسک، با تطبیق حرکات دهان عروسک، صحبت کند. با این حال، در بسیاری از نمونه‌های عروسک گردانی از حرکت دهان (که یک نوآوری همگام‌سازی لب است که در ابتدا برای تلویزیون ایجاد شده‌است و در نمای نزدیک محبوب است) استفاده نمی‌شود. اغلب در تئاتر، از دهان متحرک فقط برای بیان حرکات ژستی استفاده می‌شود و گاهی گفتار ممکن است توسط دهانی که حرکت نمی‌کند، تولید شود. در عروسک گردانی سنتی با دستکش نیز، اغلب یک عروسک گردان دو عروسک را به‌طور همزمان از میان تعدادی اجرا می‌کند. بسیاری از آثار بدون استفاده از هرگونه گفتار ساخته می‌شوند و تمام تمرکز بر روی حرکت قرار می‌گیرد.
در نمایش سایه، فقط سایه‌های عروسک‌ها روی یک پرده‌ای که بین عروسک‌ها و تماشاگران قرار دارد، دیده می‌شود.
رابطه بین عروسک گردان و سازنده عروسک مشابه رابطه بین یک بازیگر و نویسنده نمایشنامه است، در مواردی که یک سازنده عروسک، عروسکی را برای یک عروسک گردان طراحی می‌کند. اما در اغلب اوقات، عروسک گردان نقش‌های مشترک سازنده عروسک، کارگردان، طراح، نویسنده و بازیگر را به عهده می‌گیرد. در این حالت، عروسک گردان یک عامل تئاتر کامل‌تر است نسبت به سایر شکل‌های تئاتر، که در آن یک نفر نمایشنامه را می‌نویسد، شخص دیگری آن را کارگردانی می‌کند و سپس بازیگران خطوط و حرکات را اجرا می‌کنند.
عروسک گردانی یک رسانه پیچیده‌است که گاهی شامل اجرای زنده می‌شود، گاهی به پویانمایی عروسک‌های فریم-به-فریم کمک می‌کند و در فیلم‌ها، اجراها ممکن است به صورت فنی به عنوان موشن کپچر، CGI یا عروسک گردانی مجازی پردازش شود.